# Wallis-Gletscher
Der Wallis-Gletscher ist ein annähernd 30 km langer Gletscher im ostantarktischen Viktorialand. Im nordwestlichen Teil der Admiralitätsberge fließt er in nördlicher, dann nordwestlicher Richtung und mündet an der Pennell-Küste gemeinsam mit dem Nash- und dem Dennistoun-Gletscher östlich des Kap Scott in die Somow-See.
Der United States Geological Survey kartierte ihn anhand eigener Vermessungen und Luftaufnahmen der United States Navy aus den Jahren von 1960 bis 1963. Das Advisory Committee on Antarctic Names benannte ihn 1964 nach Staff Sergeant Nathaniel Wallis, der am 15. Oktober 1958 beim Absturz einer C141 Globemaster am Kap Roget gemeinsam mit fünf weiteren Passagieren ums Leben gekommen war.